# El Harrouch
El Harrouch (em árabe: الحروش), ou El Arrouch, é uma comuna localizada na província de Skikda, Argélia. De acordo com o censo de 2008, a população total da cidade era de 48 994 habitantes.